# Revolutionära Internationalistiska Rörelsen
Revolutionary Internationalist Movement (RIM) är en internationell kommunistisk organisation som uppehåller marxism-leninism-maoism och har som målsättning att upprätta en ny kommunistisk international. Organisationen grundades på ett möte i London år 1984, och söker att förena partier med en marxist-leninist-maoistisk ideologi internationellt till en enad politisk tendens. RIM anser att den maoistiska strategin känd som folkkrig är den mest effektiva strategin för en marxistisk revolution i tredje världen, och stöder aktivt partier som anammar denna strategi.

## Politiska mål

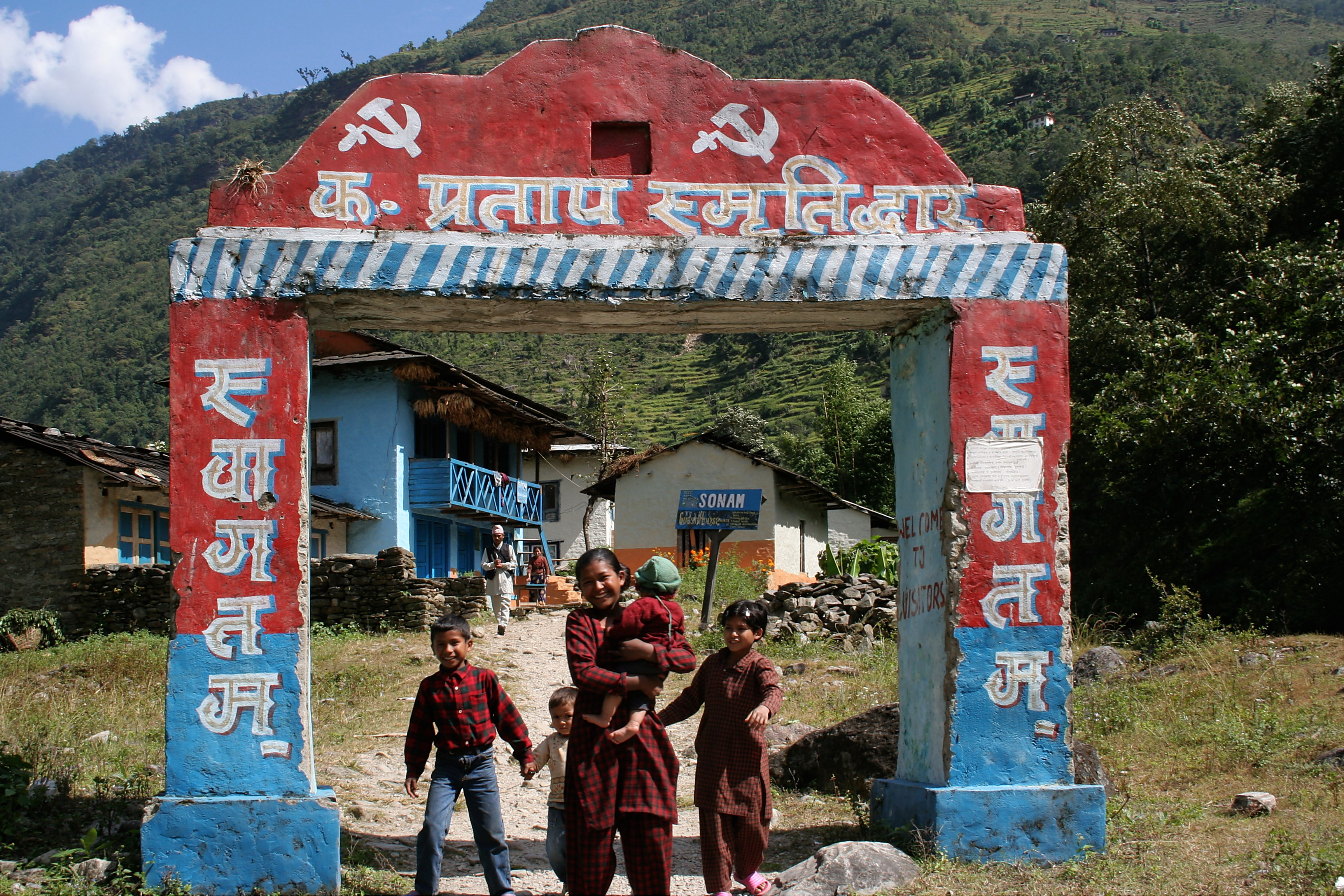
Maoistisk by i Nepal 2005

RIM:s medlemsorganisationer ser sig som representanter för en verklig maoism. De stöttar dock inte enbart Mao Zedongs efterlämningar, utan även De fyras gäng och Kulturrevolutionen. De anser att alla ledare i Kina efter Maos död är kontrarevolutionärer - speciellt brännmärker man Deng Xiaoping. RIM följer dock ej Maos teoretiska bidrag till punkt och pricka, till exempel så var Mao emot bildningen av en ny international och han ogillade termen maoism. 
Många av de anslutna partierna fostrar en persondyrkan och lägger stor vikt vid ledarens ord.

## RIM:s verksamhet
RIM ägnar sig i relativt liten utsträckning åt offentlig verksamhet. Det som finns är en webbplats på Internet och ett elektroniskt nyhetsbrev. Deras verksamhet är mest känd för de anslutna partiernas framgångar, främst Perus kommunistiska parti (under ledning av Abimael Guzmán, även känd som "Ordförande Gonzalo") och Nepals kommunistiska parti (som lyckades störta landets monarki).
Den teoretiska tidskriften A World To Win (svenska: 'En värld att vinna'), som publicerades mellan 1981 och 2006, hade inofficiella kopplingar till RIM även om den formellt sett var fristående från organisationen.